# 台北水道水源地
台北水道水源地（たいほくすいどうすいげんち）は台湾台北市中正区にある日本統治時代に供用された取水場（水源地）と浄水場。現在は市政府直営の公館浄水場（こうかんじょうすいじょう）として運営されている。場内は博物館（自来水博物館）およびウォーターパーク（自来水園区）が併設され、台北市の市定古蹟にもなっている。戦前の水道町、現在の水源里や水源路の地名の由来でもある。

## 沿革
1885年、清朝の初代台湾巡撫劉銘伝が台北北門街（現在の衡陽路）、石坊街（現在の博愛路）、西門街に
井戸を開削、濾過消毒後に飲料水として市民に提供した。これが台北における公共水利インフラの始祖とされる。
1895年（明治28年）、日本政府の台湾統治における戦死者は154人だったのに対し、疫病による死者は4,000人以上に達し、
日本へ送り返され治療を受けた者は27,000人にのぼった。
当時の明治政府で内務省衛生局長だった後藤新平は台湾全土の衛生顧問による衛生環境の調査と、上下水道整備を台湾開発の最優先事項とすることを要求した。
1896年8月、台湾総督府はお雇い技師だったスコットランド出身のウィリアム・K・バートンとその弟子の浜野弥四郎を台湾の衛生事業と台北の上水道建設調査のために派遣した。淡水区で総督府として初の上水道計画が策定された。
事業進行中にバートンは風土病に罹患したため静養中の東京で病死したが、遺志を継いだ浜野が計画案を仕上げて総督府に建議
1903年、公館観音山（現・虎空山、または小観音山）山麓の新店渓に取水口を設け、浄水場での処理後に加圧ポンプで観音山山上の貯水池まで揚水し、自然落下方式で市内に給水する案が採用された(pp82-83)。
12万人分、62.5万立方尺（約17,400立方メートル）の給水能力で計画され1907年（明治40年）4月に着工(p102)。1908年10月に取水口とポンプ室が竣工し、給水を開始(p99)、1909年（明治42年）6月に給水管、浄水場、貯水池などの全施設が竣工し、一般家庭への給水も開始している(p102)。総事業費は当時の金額で1,849万988円781銭だった(p103)。「台北水源地緩速濾過場（繁体字中国語: 臺北水源地慢濾場）」と命名され、台北の水道水近代化インフラとなった。
1914年（大正3年）には給水区域の人口が13.3万人に達し、内地から来た日本人の消費量が特に多かったため拡張工事が実施されている(p103)。
台湾の水道事業は1896年にバートンと浜野による調査が開始されてから1937年時点で淡水、基隆、台北、士林、北投、新竹、彰化、嘉義、大甲、斗六、台南、高雄の主要都市111ヶ所で整備されるに至った。

### 戦後
第二次世界大戦後は市政府建設局自来水課の管理下となった。
1951年初頭、台北市政府が「台北市自来水水源拡建工程推行委員会」を設立、主任委員を当時の市長呉三連が務めた4月、拡建工務所を設立し、設計技師に台湾省政府建設庁から范純一を招聘し、事業を推進した。翌年2月末に事業は完工。凝集沈殿池1ヶ所、沈殿池2ヶ所、急速濾過槽4ヶ所を備え、1日あたり2万トンの給水量だった。
1961年より台北市自来水廠の管理下となる。1974年、第3期拡張事業により緩速濾過場は撤去され、傾斜管を備え、凝固剤による凝集沈殿法を採用した沈殿池が増設され、急速濾過槽もガーネットによる濾過処理に改められた。能力も日量5万トンに増強されている。1977年に台北自来水事業処管理下となり、ポンプ室が退役。
1992年、視察に訪れた第8代総統李登輝がポンプ室の保全を指示(p37)、1993年6月、内政部がポンプ室を3級古蹟に登録、同年9月27日以降、火曜日のみ一般見学が可能となった。1998年5月、一旦閉館し、台北自来水事業処が約8,000万ニュー台湾ドルを投じてポンプ室が当時のものを再現すべく修復された。2000年4月30日、ポンプ室は台湾初の水道博物館となる『台北自来水博物館』として正式に開館した。

## 自来水園区
公館浄水場や博物館一帯をレジャー施設としたもので2002年に開業。2007年からはウォータースライダーなどを備えたウォーターパークの「親水体験教育区」が開業し、市民プールとしての機能も併せ持つようになった。また、カワヅザクラやエザクラ、ソメイヨシノが植樹されており、日本より早い1-2月ごろに見頃となる。
2010年にはソーラーパネルが設置されたが、2016年7月27日に猛暑によりパネルが発火し、火災事故を起こしている。
2018年、廃止された沿線の台湾鉄路管理局新店線を偲ぶレールのパブリックアートが展示された。

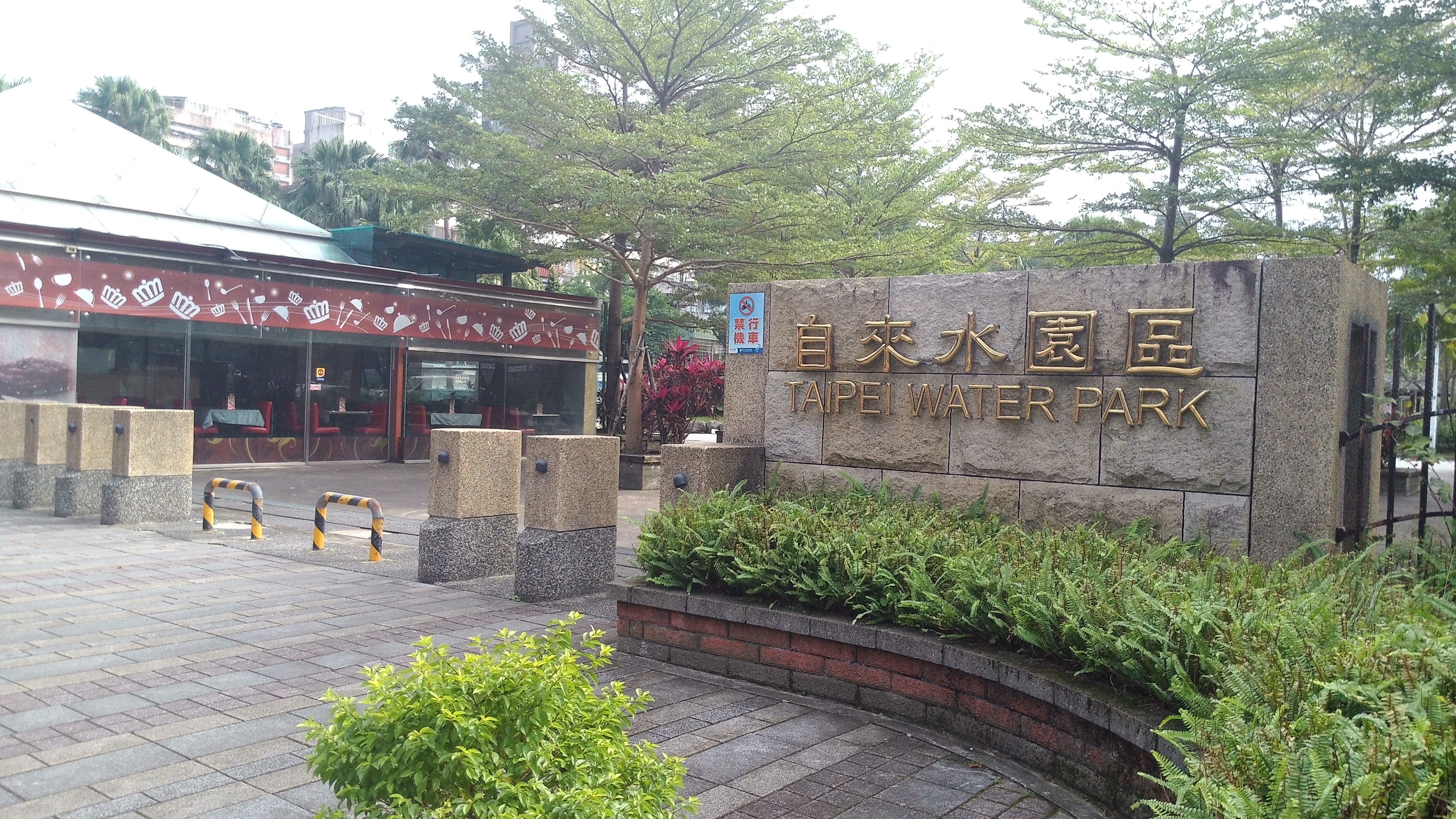
自来水園区入口
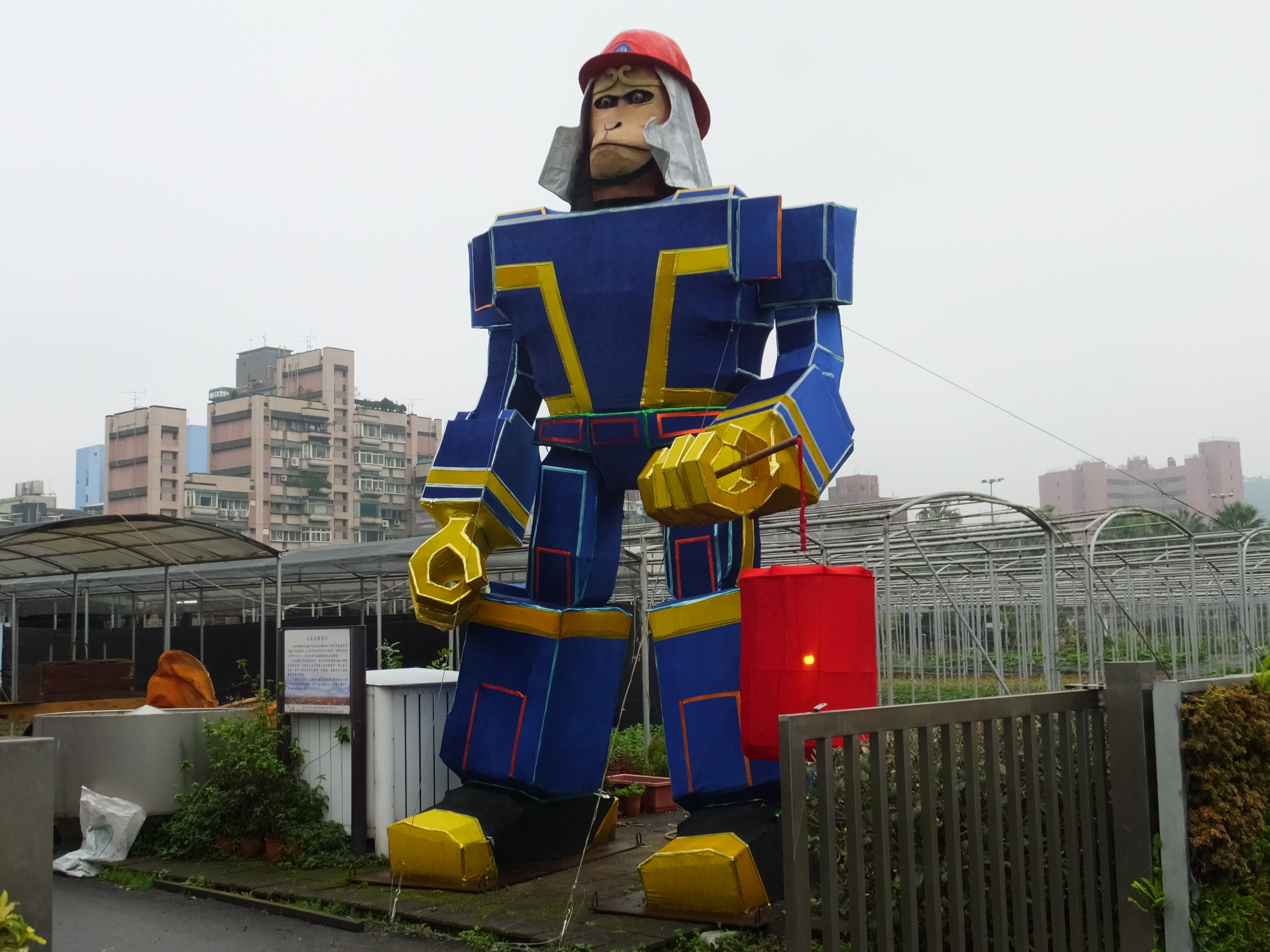
園内のオブジェ
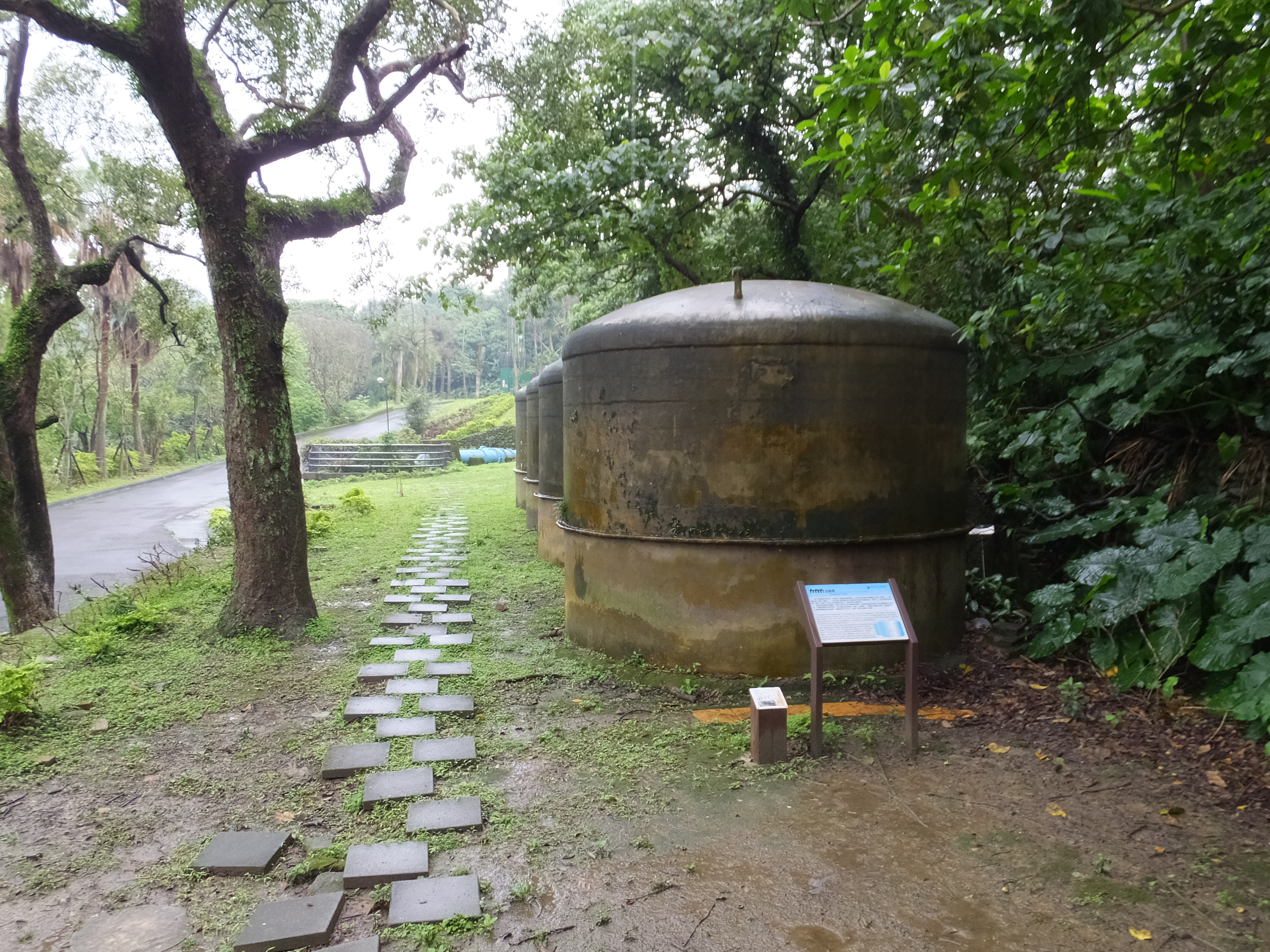
虎空山の貯水槽
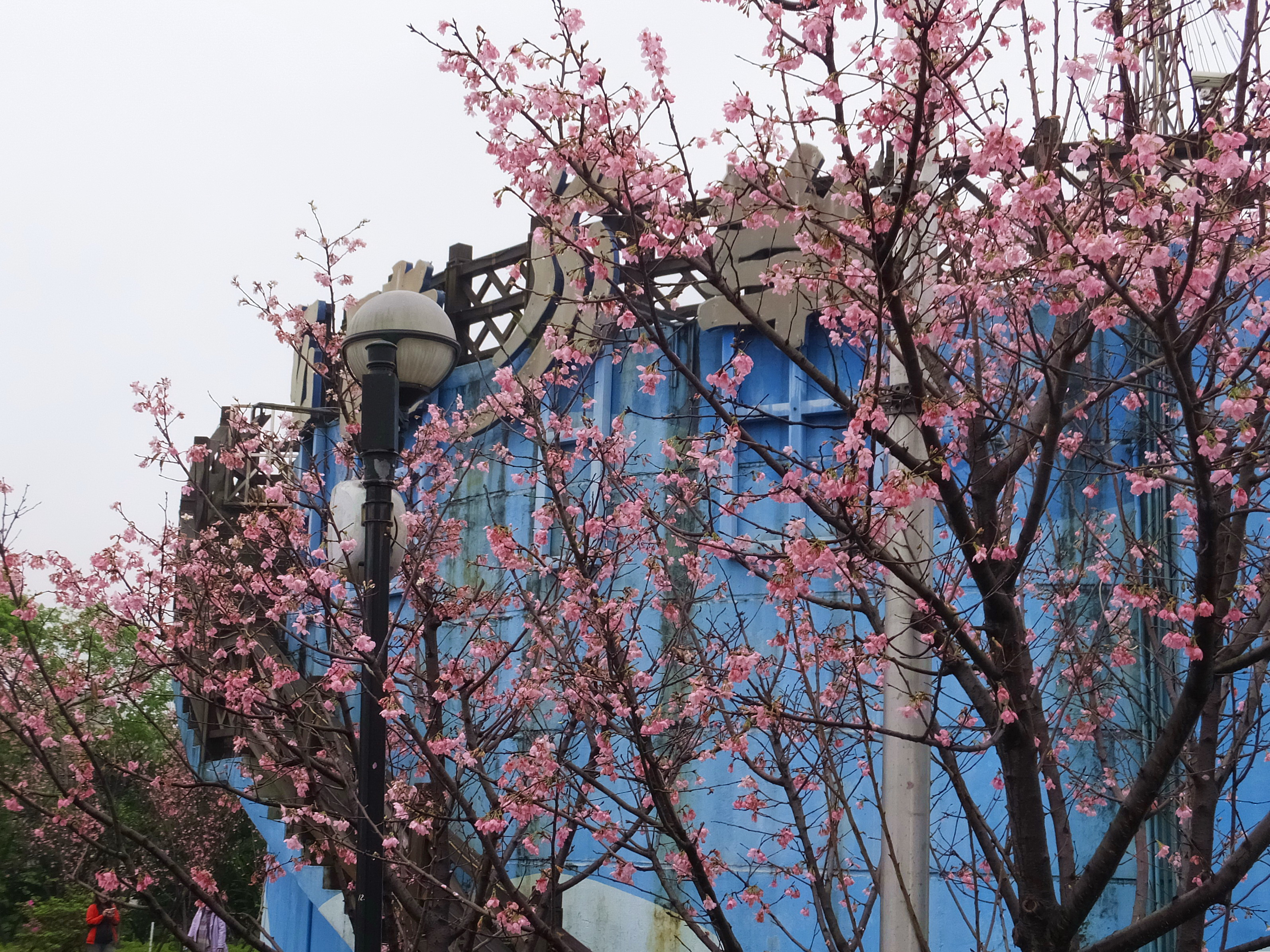
桜
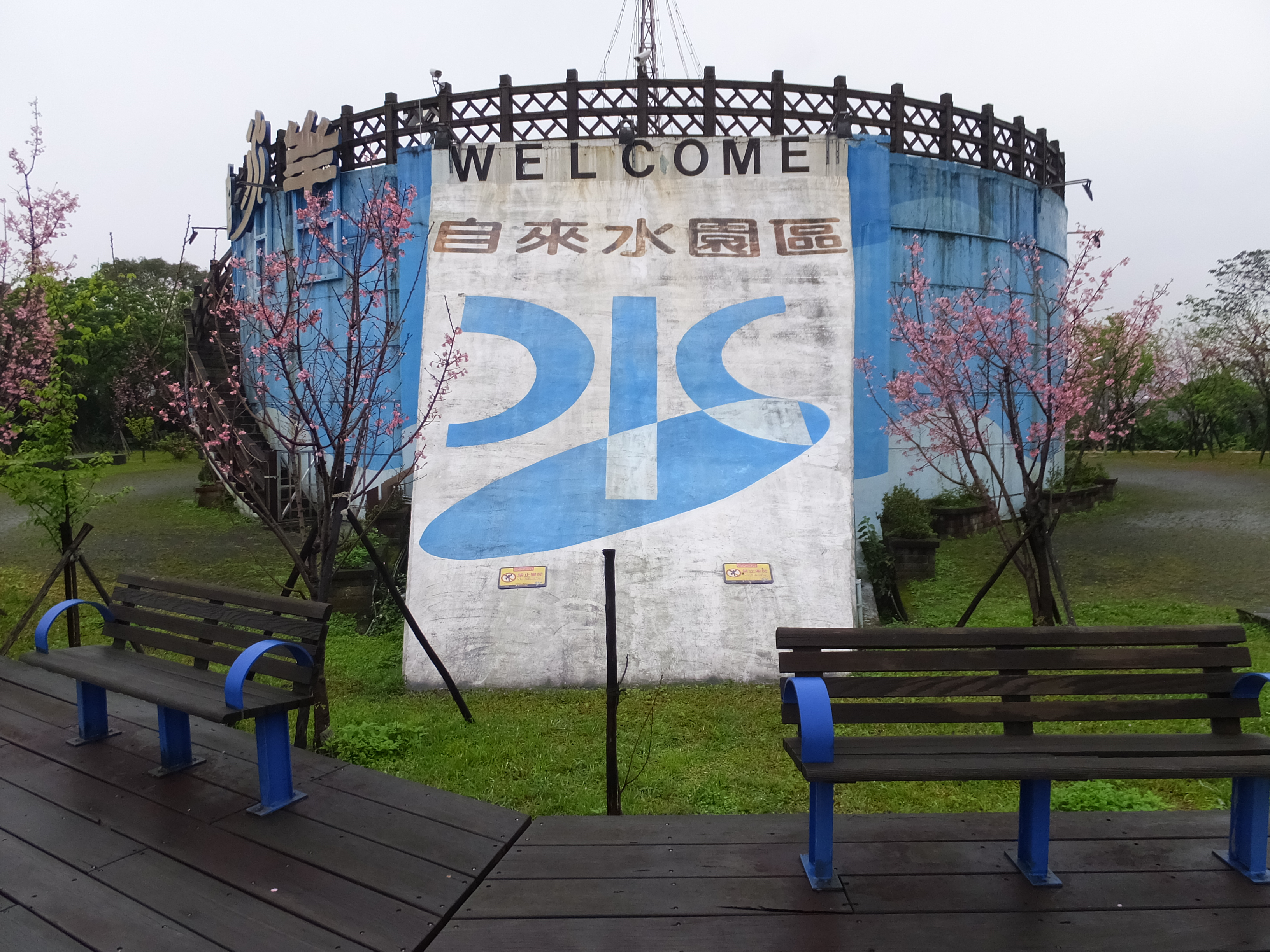
戦後に設置された消圧塔
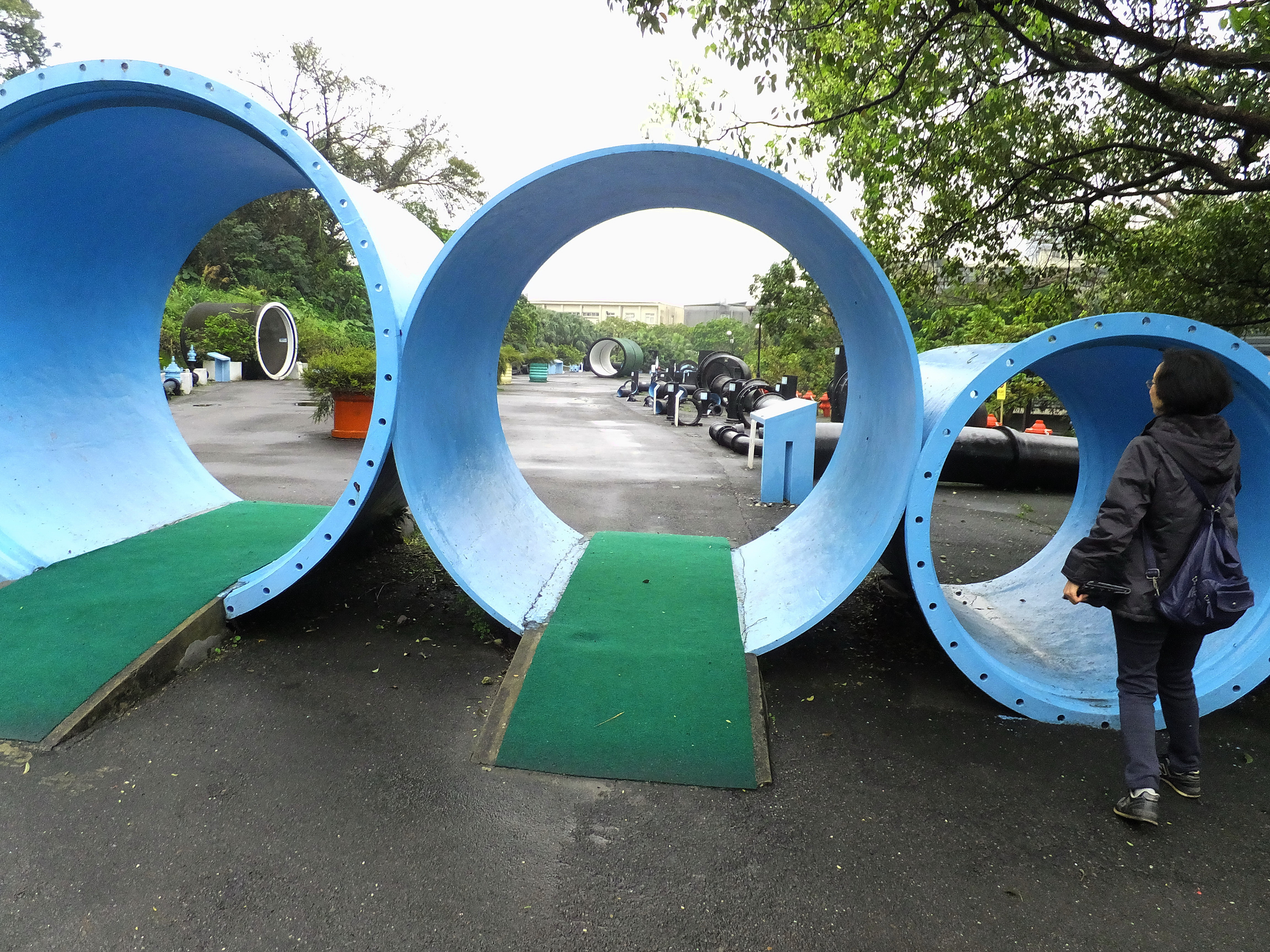
原寸大送水管の展示
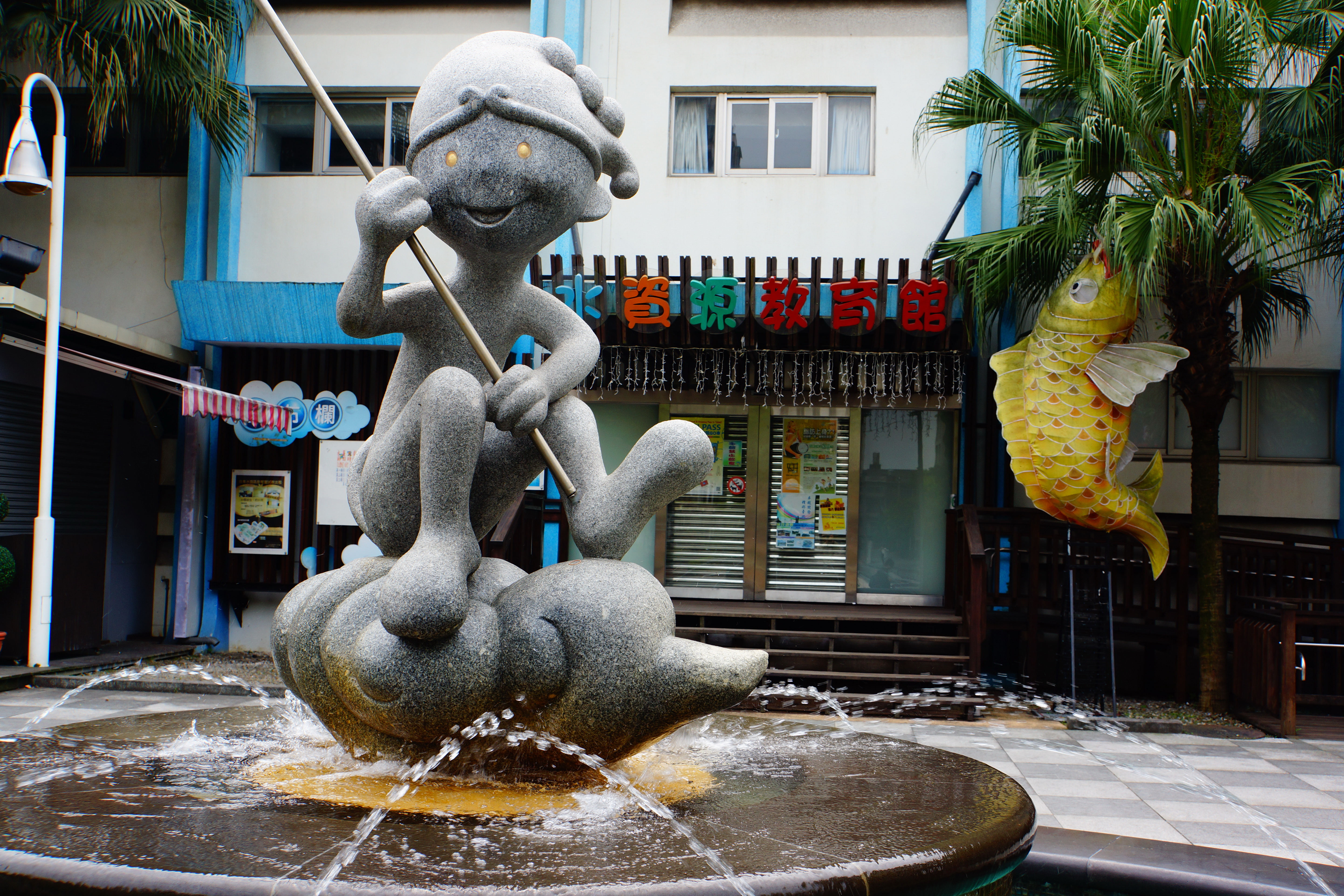
自来水教育館

### 自来水博物館（旧ポンプ室）
自来水博物館（じらいすいはくぶつかん）は台北水道の旧ポンプ室建屋を水道博物館としたもの。設計は台北駅（2代目駅舎）、台湾銀行、台北賓館、国立台湾博物館などを手がけた総督府土木局の技師野村一郎、森山松之助が担当した。
全体はバロック建築が取り入れられ、正面から左右に広がる柱廊にはイオニア式の装飾が施されている。内部のポンプ室は半地下構造で、当時使用されていた取水・送水ポンプ9基が展示されている。1950年代以降は日立製作所、荏原製作所、アリス・チャルマーズ（Allis-Chalmers）のものとなっている。内訳は日立が1、2、3、6、8号機、荏原が5号機、アリス・チャルマーズが4、7、9号機(pp56-57)

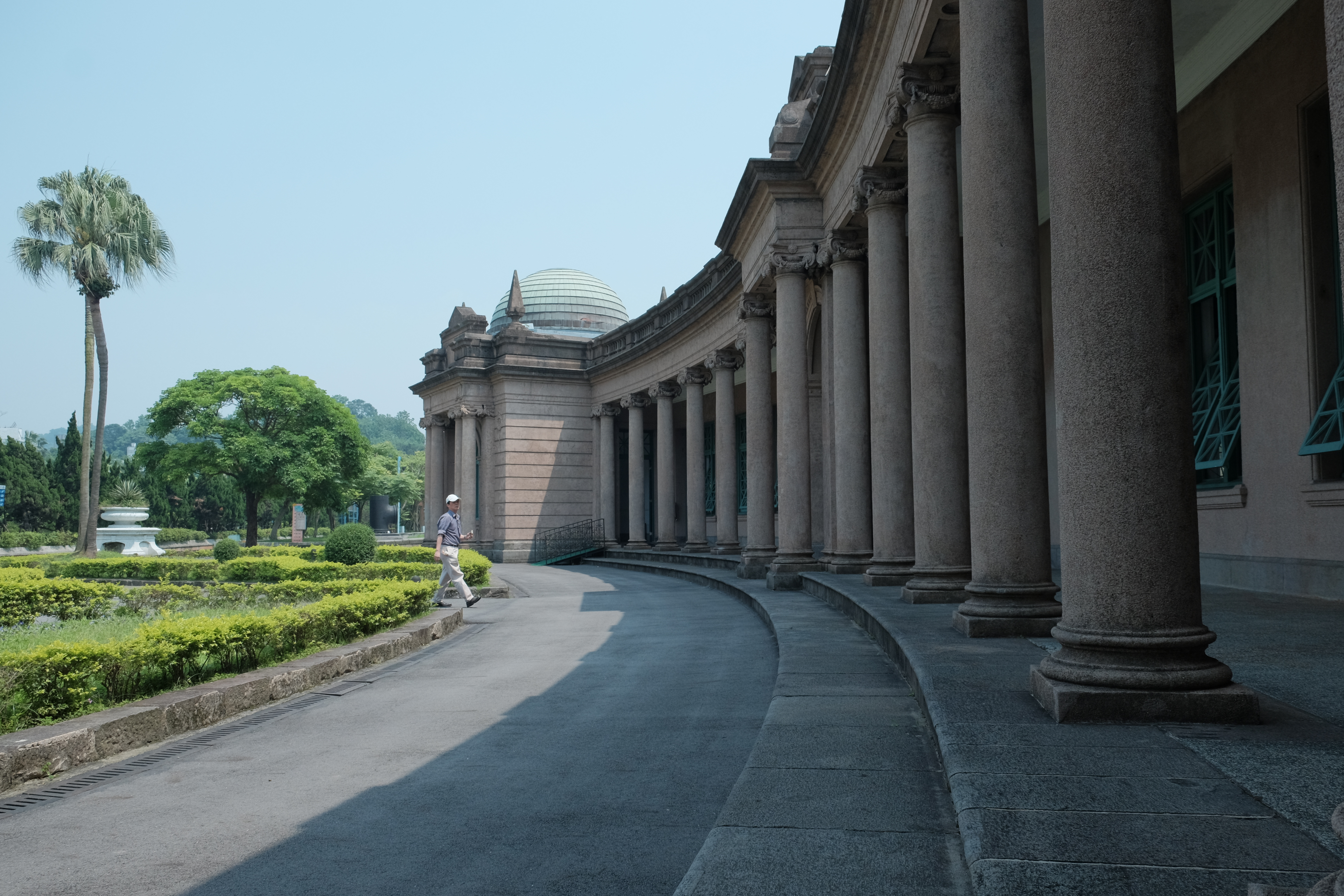
イオニア式の門廊
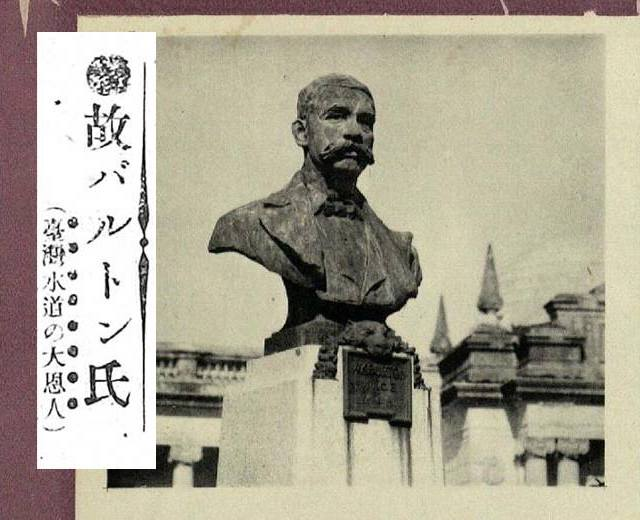
浜野弥四郎の尽力で台北水道水源地に建立されたバートンの像（現存せず）
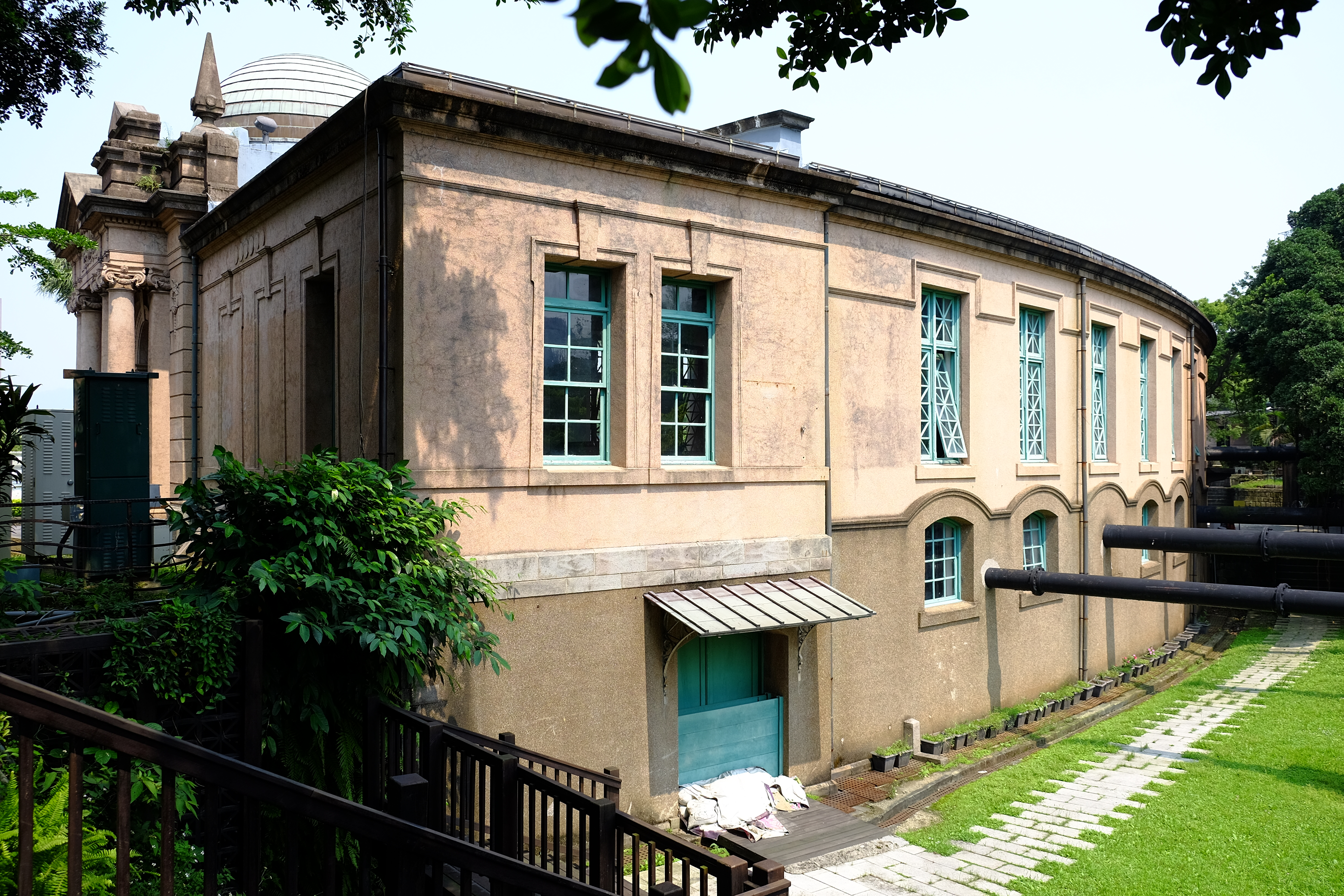
台北水道ポンプ室裏手。
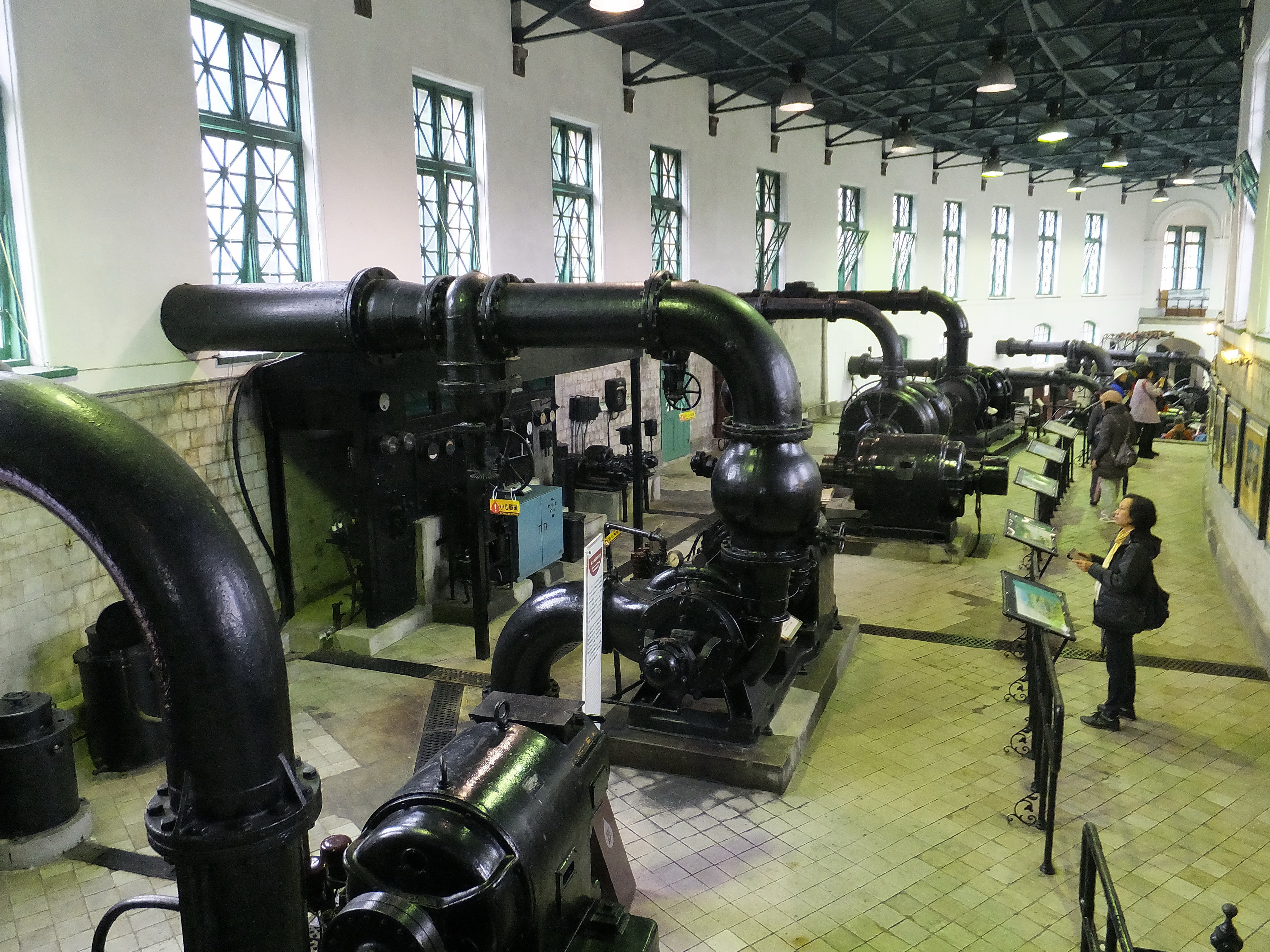
自来水博物館内半地下のポンプ室。
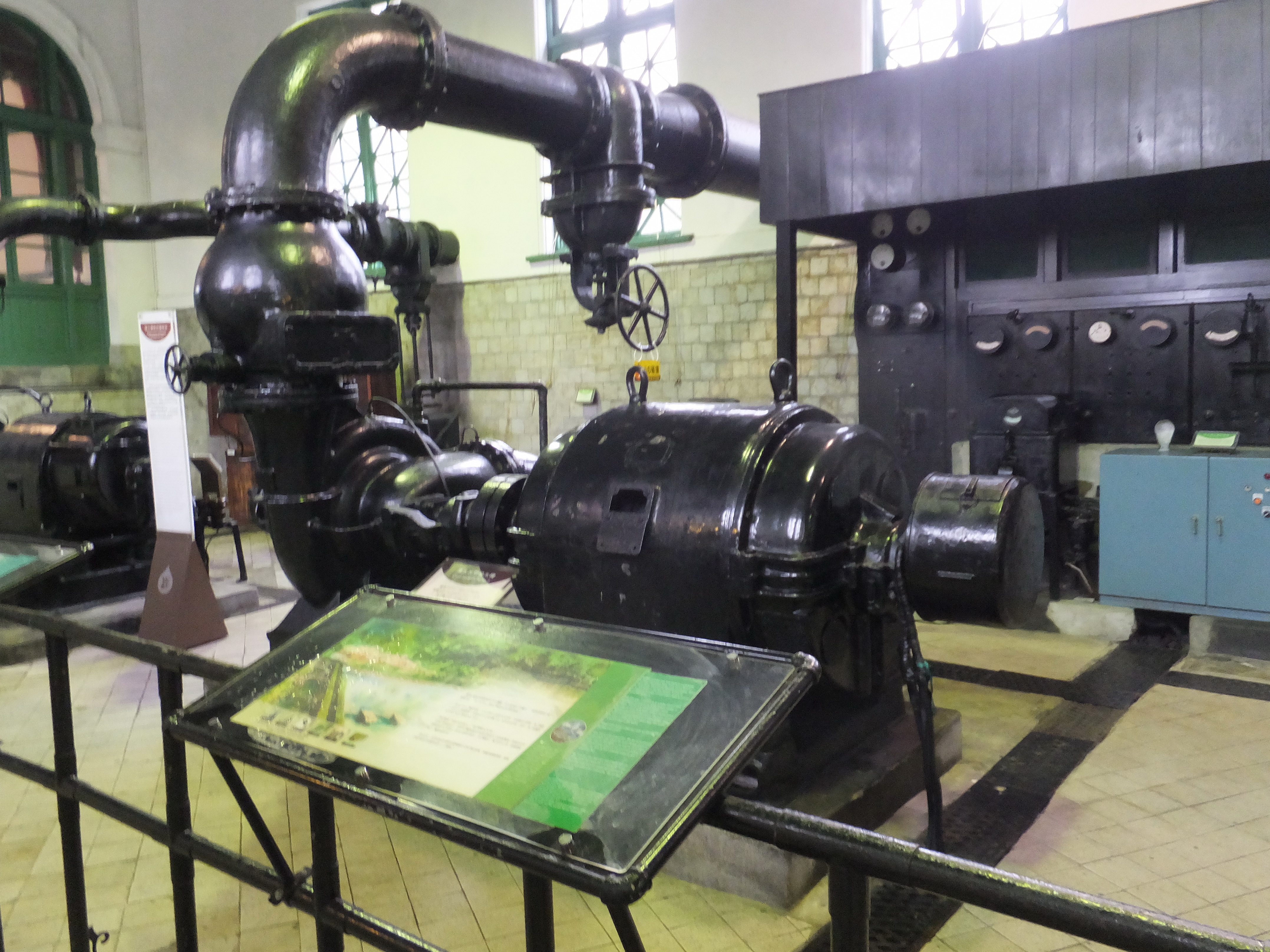
同左
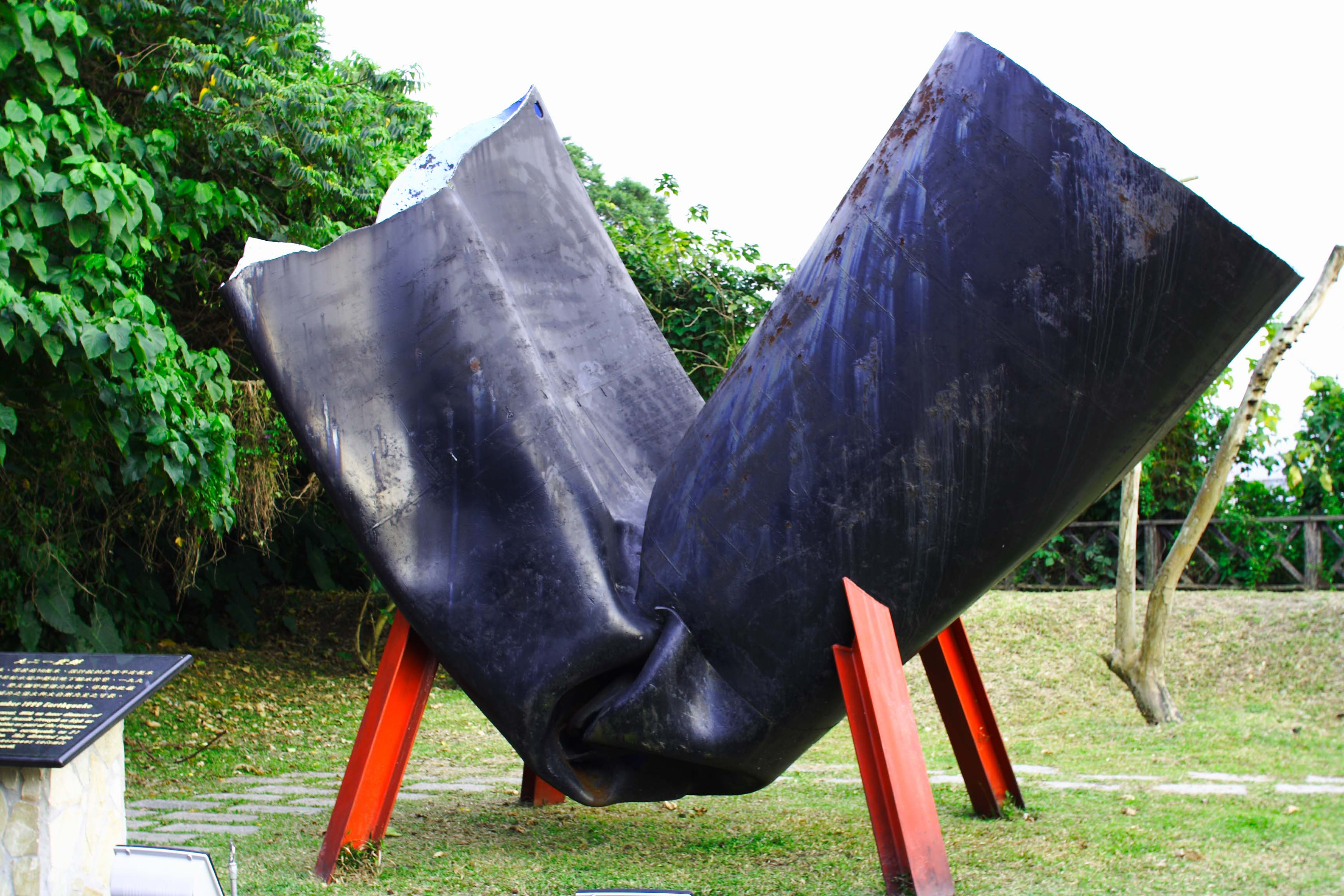
921大地震で著しく変形した台中県豊原市（現・台中市豊原区）の地下水道管。

## 舞台となった作品
- 公主小妹（中国語版）（2007年） - 日本の漫画『ろまんす五段活用』を原作とする台湾ドラマ[16]